# FK Saliout Belgorod
Maillots
Actualités
Le Saliout Belgorod (en russe : «Салют-Белгород») est un club de football russe basé à Belgorod fondé en 1960.
Il évolue en troisième division russe depuis la saison 2018-2019.

## Histoire
Fondé en 1960 sous le nom Tsementnik, le club connaît au cours de son histoire plusieurs noms, devenant le Spartak en 1964 avant d'adopter l'appellation Saliout en 1970. Renommé brièvement Energomach entre 1991 et 1993, il adopte par la suite plusieurs suffixes au fil des partenariats avec les sponsors, devenant le Saliout-Ioukos en 1997 puis le Saliout-Energia entre 2000 et 2010. Il reprend par la suite sa forme initiale.
Frappé par des difficultés financières, le club disparaît au cours du mois de février 2014. Il est par la suite remplacé par l'Energomach Belgorod. À la suite de la disparition de ce dernier en juin 2018, le Saliout est refondé dans la foulée le mois suivant et intègre la troisième division pour la saison 2018-2019.

## Bilan sportif

### Palmarès
| Période russe | Période soviétique |
| - Coupe de Russie - Huitièmes de finale : 2013. - Championnat de Russie de D2 - Septième : 2009. - Championnat de Russie de D3 - Vainqueur de groupe : 1993, 2005 et 2012. - Championnat de Russie de D4 - Vainqueur de groupe : 1996. - Championnat de Russie amateur - Vainqueur de groupe : 2000. | - Coupe d'Union soviétique - Trente-deuxièmes de finale : 1969. - Championnat d'Union soviétique de D2 - Douzième : 1960. - Championnat d'Union soviétique de D3 - Deuxième : 1968. |

### Classements en championnat
La frise ci-dessous résume les classements successifs du club en championnat d'Union soviétique.
La frise ci-dessous résume les classements successifs du club en championnat de Russie.

### Bilan par saison
Légende
- Promotion en division supérieure
- Relégation en division inférieure

#### Période soviétique
| Saison    | Championnat  | Championnat  | Championnat  | Championnat  | Championnat  | Championnat  | Championnat  | Championnat  | Championnat  | Championnat  | Coupe d'URSS          |
| Saison    | Division     | Pos          | Pts          | J            | V            | N            | D            | BP           | BC           | Diff         | Coupe d'URSS          |
| --------- | ------------ | ------------ | ------------ | ------------ | ------------ | ------------ | ------------ | ------------ | ------------ | ------------ | --------------------- |
| 1960      | 2e Russie 1  | 12e          | 23           | 30           | 6            | 11           | 13           | 33           | 52           | -19          | —                     |
| 1961      | 2e Russie 3  | 13e          | 4            | 12           | 1            | 2            | 9            | 5            | 24           | -19          | Finale Q              |
| 1962-1963 | Club inactif | Club inactif | Club inactif | Club inactif | Club inactif | Club inactif | Club inactif | Club inactif | Club inactif | Club inactif | Club inactif          |
| 1964      | 3e Russie 3  | 4e           | 35           | 30           | 13           | 9            | 8            | 30           | 26           | +4           | Huitièmes de finale Q |
| 1965      | 3e Russie 3  | 7e           | 42           | 38           | 14           | 14           | 10           | 41           | 34           | +7           | —                     |
| 1966      | 3e Russie 3  | 14e          | 29           | 34           | 10           | 9            | 15           | 32           | 45           | -13          | Demi-finales Q        |
| 1967      | 3e Russie 1  | 7e           | 38           | 34           | 12           | 14           | 8            | 35           | 28           | +7           | Seizièmes de finale Q |
| 1968      | 3e Russie 3  | 2e           | 56           | 40           | 23           | 10           | 7            | 53           | 15           | +38          | Huitièmes de finale Q |
| 1969      | 2e Groupe 1  | 17e          | 32           | 38           | 11           | 10           | 17           | 32           | 43           | -11          | 32es de finale        |
| 1970      | 3e Zone 2    | 12e          | 42           | 42           | 13           | 16           | 13           | 46           | 45           | +1           | 128es de finale       |
| 1971      | 3e Zone 2    | 3e           | 68           | 38           | 18           | 14           | 6            | 46           | 27           | +19          | —                     |
| 1972      | 3e Zone 3    | 10e          | 36           | 36           | 12           | 12           | 12           | 35           | 37           | -2           | —                     |
| 1973      | 3e Zone 3    | 10e          | 31           | 34           | 14           | 6            | 14           | 35           | 36           | -1           | —                     |
| 1974      | 3e Zone 4    | 13e          | 38           | 40           | 15           | 8            | 17           | 38           | 47           | -9           | —                     |
| 1975      | 3e Zone 3    | 11e          | 34           | 38           | 10           | 14           | 14           | 39           | 41           | -2           | —                     |
| 1976      | 3e Zone 3    | 11e          | 43           | 40           | 15           | 13           | 12           | 45           | 41           | +4           | —                     |
| 1977      | 3e Zone 3    | 11e          | 38           | 40           | 14           | 10           | 16           | 48           | 52           | -4           | —                     |
| 1978      | 3e Zone 3    | 18e          | 40           | 46           | 16           | 8            | 22           | 56           | 71           | -15          | —                     |
| 1979      | 3e Zone 3    | 17e          | 41           | 48           | 17           | 7            | 24           | 67           | 76           | -9           | —                     |
| 1980      | 3e Zone 3    | 16e          | 25           | 34           | 10           | 5            | 19           | 40           | 60           | -20          | —                     |
| 1981      | 3e Zone 3    | 11e          | 31           | 34           | 12           | 7            | 15           | 30           | 37           | -7           | —                     |
| 1982      | 3e Zone 5    | 15e          | 19           | 30           | 7            | 5            | 18           | 31           | 48           | -17          | —                     |
| 1983      | 3e Zone 5    | 5e           | 36           | 32           | 13           | 10           | 9            | 39           | 30           | +9           | —                     |
| 1984      | 3e Zone 5    | 11e          | 30           | 34           | 12           | 6            | 16           | 40           | 56           | -16          | —                     |
| 1985      | 3e Zone 3    | 15e          | 16           | 30           | 5            | 6            | 19           | 28           | 53           | -25          | —                     |
| 1986      | 3e Zone 3    | 15e          | 19           | 32           | 5            | 9            | 18           | 28           | 61           | -33          | —                     |
| 1987      | 3e Zone 3    | 15e          | 18           | 32           | 7            | 4            | 21           | 23           | 54           | -31          | —                     |
| 1988      | 3e Zone 1    | 18e          | 26           | 38           | 10           | 6            | 22           | 38           | 66           | -28          | —                     |
| 1989      | 3e Zone 3    | 15e          | 35           | 42           | 12           | 11           | 19           | 40           | 55           | -15          | —                     |
| 1990      | 4e Zone 5    | 4e           | 35           | 32           | 14           | 7            | 11           | 45           | 43           | +2           | —                     |
| 1991      | 4e Zone 5    | 4e           | 52           | 42           | 22           | 8            | 12           | 68           | 38           | +30          | —                     |

1. ↑  Le club abandonne la compétition à la fin du mois de juillet 1961.

#### Période russe
| Saison    | Championnat   | Championnat  | Championnat  | Championnat  | Championnat  | Championnat  | Championnat  | Championnat  | Championnat  | Championnat  | Coupe de Russie     |
| Saison    | Division      | Pos          | Pts          | J            | V            | N            | D            | BP           | BC           | Diff         | Coupe de Russie     |
| --------- | ------------- | ------------ | ------------ | ------------ | ------------ | ------------ | ------------ | ------------ | ------------ | ------------ | ------------------- |
| 1992      | 2e Ouest      | 16e          | 27           | 34           | 8            | 11           | 15           | 44           | 68           | -24          | —                   |
| 1993      | 3e Zone 2     | 1er          | 46           | 30           | 20           | 6            | 4            | 66           | 25           | +41          | 64es de finale      |
| 1994      | 3e Ouest      | 13e          | 34           | 40           | 13           | 8            | 19           | 42           | 52           | -10          | 128es de finale     |
| 1995      | 3e Ouest      | 19e          | 39           | 42           | 11           | 6            | 25           | 51           | 98           | -47          | 64es de finale      |
| 1996      | 4e Zone 2     | 1er          | 77           | 32           | 24           | 5            | 3            | 73           | 22           | +51          | 128es de finale     |
| 1997      | 3e Ouest      | 3e           | 69           | 38           | 22           | 3            | 13           | 72           | 51           | +21          | 128es de finale     |
| 1998      | 3e Ouest      | 18e          | 36           | 40           | 8            | 12           | 20           | 50           | 66           | -16          | 64es de finale      |
| 1999      | 3e Ouest      | 19e          | 21           | 36           | 4            | 9            | 23           | 27           | 74           | -47          | 128es de finale     |
| 2000      | 4e Tchernozem | 1er          | 39           | 38           | 10           | 9            | 19           | 43           | 53           | -10          | 256es de finale     |
| 2001      | 3e Ouest      | 2e           | 85           | 38           | 25           | 10           | 3            | 78           | 29           | +49          | —                   |
| 2002      | 3e Ouest      | 3e           | 73           | 38           | 22           | 7            | 9            | 73           | 32           | +41          | Seizièmes de finale |
| 2003      | 3e Ouest      | 3e           | 80           | 36           | 25           | 5            | 6            | 73           | 32           | +41          | 64es de finale      |
| 2004      | 3e Ouest      | 5e           | 54           | 32           | 16           | 6            | 10           | 48           | 36           | +12          | 64es de finale      |
| 2005      | 3e Ouest      | 1er          | 85           | 34           | 27           | 4            | 3            | 79           | 26           | +53          | 256es de finale     |
| 2006      | 2e            | 12e          | 56           | 42           | 15           | 11           | 16           | 46           | 58           | -12          | 256es de finale     |
| 2007      | 2e            | 9e           | 57           | 42           | 17           | 6            | 19           | 44           | 45           | -1           | 32es de finale      |
| 2008      | 2e            | 12e          | 58           | 42           | 17           | 7            | 18           | 51           | 51           | 0            | Seizièmes de finale |
| 2009      | 2e            | 7e           | 61           | 38           | 17           | 10           | 11           | 54           | 41           | +13          | Seizièmes de finale |
| 2010      | 2e            | 17e          | 34           | 38           | 7            | 13           | 18           | 30           | 47           | -17          | Seizièmes de finale |
| 2011-2012 | 3e Centre     | 1er          | 56           | 39           | 16           | 8            | 15           | 55           | 53           | +2           | Seizièmes de finale |
| 2011-2012 | 3e Centre     | 1er          | 56           | 39           | 16           | 8            | 15           | 55           | 53           | +2           | 128es de finale     |
| 2012-2013 | 2e            | 13e          | 35           | 32           | 8            | 11           | 13           | 25           | 31           | -6           | Seizièmes de finale |
| 2013-2014 | 2e            | 18e          | 27           | 36           | 6            | 9            | 21           | 23           | 53           | -30          | Huitièmes de finale |
| 2015-2017 | Club inactif  | Club inactif | Club inactif | Club inactif | Club inactif | Club inactif | Club inactif | Club inactif | Club inactif | Club inactif | Club inactif        |
| 2018-2019 | 3e Centre     | 10e          | 31           | 26           | 7            | 10           | 9            | 26           | 30           | -4           | 128es de finale     |
| 2019-2020 | 3e Centre     | 4e           | 26           | 17           | 8            | 2            | 7            | 23           | 23           | 0            | 32es de finale      |
| 2020-2021 | 3e Groupe 3   | 4e           | 56           | 30           | 16           | 8            | 6            | 56           | 25           | +31          | Phase de groupes    |
| 2021-2022 | 3e Groupe 3   | 4e           | 39           | 22           | 12           | 3            | 7            | 37           | 24           | +13          | 256es de finale     |
| 2022-2023 | 3e Groupe 3   | 4e           | 35           | 22           | 10           | 5            | 7            | 33           | 19           | +14          | 128es de finale     |
| 2023-2024 | 3e Argent     | 10e          | 5            | 18           | 1            | 2            | 15           | 14           | 46           | -32          | 64es de finale      |

## Personnalités du club

### Entraîneurs
La liste suivante présente les différents entraîneurs du club depuis 1960,.
- Nikolaï Chkatoulov (1960)
- Iouri Khodotov (1961)
- Arkadi Rabinovitch (1964)
- Nikolaï Ougraïtski (1965)
- Sergueï Kopeïko (1966)
- Piotr Stoukalov (juillet 1966-1967)
- Guennadi Iourtchenko (1969)
- Aleksandr Rogov (1970-juillet 1973)
- Guennadi Iourtchenko (juillet 1973-juillet 1974)
- Piotr Stoukalov (juillet 1974-1975)
- Viktor Odintsov (1976-1978)
- Iouri Klotchkov (1979)
- Garéguine Boudagian (1980-1982)
- Valentin Khakhonov (1983-1984)
- Iouri Klotchkov (1985)
- Dmitri Skriabine (1986-juillet 1988)
- Vladimir Boulgakov (juillet 1988-décembre 1988)
- Mikhaïl Glazounov (janvier 1989-août 1989)
- Vladimir Boulgakov (août 1989-1990)
- Viktor Prokhorov (1991-1992)
- Aleksandr Krioukov (1993-1994)
- Anatoli Bogdanov (1994-1995)
- Aleksandr Krioukov (1996-1998)
- Konstantin Afanassiev (janvier 1999-mai 1999)
- Vladimir Boulgakov (mai 1999-juillet 1999)
- Vassili Golikov (juillet 1999-décembre 1999)
- Oleg Terechonkov (2000-juin 2002)
- Sergueï Savtchenkov (juillet 2002-août 2002)
- Vladimir Ponomariov (août 2002-octobre 2002)
- Valeri Nenenko (novembre 2002-juin 2003)
- Sergueï Andreïev (juin 2003-janvier 2004)
- Aleksandr Kouznetsov (janvier 2004-juin 2004)
- Sergueï Savtchenkov (juin 2004-juillet 2004)
- Sergueï Andreïev (juillet 2004-décembre 2005)
- Aleksandr Korechkov (décembre 2005-septembre 2006)
- Viktor Prokhorov (septembre 2006-décembre 2006)
- Sergueï Savtchenkov (décembre 2006-octobre 2007)
- Viktor Prokhorov (octobre 2007-novembre 2007)
- Piotr Potechtkine (janvier 2008-avril 2008)
- Vladimir Zinitch (avril 2008-mai 2008)
- Sergueï Tachouïev (mai 2008-novembre 2009)
- Miroslav Romaschenko (décembre 2009-mai 2010)
- Leonid Kuchuk (mai 2010-août 2010)
- Iouri Bykov (août 2010-novembre 2010)
- Mykhailo Fomenko (novembre 2010-mars 2011)
- Maksim Vassiliev (mars 2011-juin 2012)
- Sergueï Tachouïev (juin 2012-août 2013)
- Sergueï Podpaly (août 2013-février 2014)
- Maksim Vassiliev (juillet 2018-janvier 2019)
- Oleg Sergueïev (janvier 2019-janvier 2020)
- Vladimir Koulaïev (janvier 2020-août 2020)
- Oleg Sergueïev (août 2020-mars 2021)
- Valeri Iesipov (mars 2021-juin 2021)
- Viktor Navotchenko (en) (depuis juillet 2021)

### Joueurs emblématiques
Les joueurs internationaux suivants ont joué pour le club.
- Maksim Bokov
- Sergueï Ryjikov
- Oleg Sergueïev
- Oleg Teriokhine
- Armen Adamyan
- Vitali Bulyga
- Vitali Lanko
- Maksim Romaschenko
- Mersudin Ahmetović
- Valeri Korobkin
- Andreï Mirochnichenko
- Juris Laizāns
- Ignas Dedura
- Gheorghe Boghiu
- Vladimir Cosse
- Jovan Tanasijević
- Vadim Afonin
- Aleksey Polyakov

## Historique du logo
La galerie suivante liste les différents logos connus du club au cours de son existence.

2006-2010
2011-juin 2014
juin 2018-juin 2019
depuis juin 2019